# Carmen (opera)
Carmen è un'opéra-comique di Georges Bizet composta da quattro atti (o quadri, come vengono chiamati dal compositore), su libretto di Henri Meilhac e Ludovic Halévy.
Tratta dalla novella omonima di Prosper Mérimée (1845), alla quale i librettisti apportarono delle varianti salienti tra cui l'introduzione del personaggio di Micaela, maggior risalto alla figura del torero Escamillo e modifiche al carattere di Don José. Bizet stesso aveva scelto il testo di Mérimée e collaborò anche al libretto, partecipando alla stesura della celebre habanera L'amour est un oiseau rebelle.
La prima rappresentazione avvenne all'Opéra-Comique di Parigi il 3 marzo 1875. Inizialmente l'opera non ebbe grande successo, così che Bizet, morto tre mesi dopo la prima rappresentazione, non poté vederne la fortuna.
L'opera irruppe nella seconda metà del XIX secolo come un lavoro innovativo, ma al tempo stesso riassuntivo di molti aspetti della tradizione operistica e ad essa a buon titolo "compete il riconoscimento di capolavoro assoluto". Dal 1880 è stata una delle opere più eseguite ed è un classico del repertorio operistico. Carmen appare al terzo posto sulla lista di Operabase delle opere più rappresentate nel mondo.

## Storia
Dopo la prima dell'opera Djamileh del 22 maggio 1872, i direttori dell'Opéra-Comique, Camille du Locle e Adolphe de Leuven, nonostante lo scarso successo della rappresentazione, pensarono che Bizet fosse il musicista più adatto per rinnovare il repertorio del teatro troppo legato ormai allo stile "leggero" di Auber; il nuovo lavoro doveva essere basato sulla novella di Mérimée, secondo le indicazioni date dallo stesso Bizet, e avrebbe dovuto debuttare alla fine dell'anno successivo. Il musicista iniziò a scrivere la partitura dell'opera nei primi mesi del 1873, ma la proposta fattagli per un altro lavoro sulla storia del Cid intitolato Don Rodrigue, gli fece interrompere la composizione; per svariati motivi l'opera non fu terminata né mai rappresentata. Egli tornò quindi con impegno a lavorare alla Carmen; si trasferì dall'appartamento di Parigi in rue de Douai alla casetta di Bougival, sulla Senna, dove terminò la partitura per pianoforte durante l'estate del 1874 e l'orchestrazione completa dopo due mesi.
Le difficoltà nel trovare una protagonista femminile ritardarono però le prove fino ad agosto 1874. Inizialmente sembra che il musicista pensasse per la parte di Carmen a Zulma Bouffar, cantante scoperta da Offenbach di cui interpretò alcune operette; la scelta però venne presto smentita e Bizet considerò invece Marie Roze che aveva una certa notorietà come interprete di Auber. La cantante, rendendosi conto di non essere adatta al ruolo, rifiutò la parte; l'impresario Camille du Locle avvicinò il famoso mezzosoprano Célestine Galli-Marié. Nel settembre del 1873 Bizet la ascoltò cantare e si convinse subito che fosse una Carmen ideale. In seguito ad una lunga trattativa economica, in quanto la cantante chiedeva un compenso piuttosto alto, quest'ultima accettò nel dicembre del 1873 per 2.500 franchi al mese per quattro mesi.
Durante le prove l'accordo fra Bizet e i due cantanti protagonisti procedeva senza problemi, invece i librettisti mossero numerose critiche sia alla Galli-Marié, troppo provocante, sia all'atteggiamento del baritono che interpretava Escamillo. Du Locle, che avendo rilevato le quote di Adolphe de Leuven voleva dettar legge, espresse il suo malcontento per la trama dell'opera, e fece pressione su Bizet e sui librettisti per modificare il finale tragico. Secondo Du Locle sarebbe stato uno shock per le famiglie vedere un'opera così "dissoluta" sul palcoscenico dell'Opéra-Comique, un teatro con la reputazione di essere adatto a un pubblico di famiglie. I due protagonisti insorsero, minacciando di abbandonare la rappresentazione se il finale fosse stato modificato. Du Locle dovette accettare e i librettisti attenuarono solo alcuni degli elementi più forti della novella di Mérimée.
Le prove finalmente iniziarono nell'ottobre del 1874. I membri dell'orchestra dell'Opéra-Comique dichiararono la partitura non eseguibile e il coro era apertamente in contrasto con le indicazioni di Bizet; non accettavano due interventi nel corso del primo atto: due esibizioni, peraltro di grande difficoltà, in cui i coristi dovevano cantare ma anche muoversi, alzarsi, andare e venire. Tuttavia l'opposizione più forte venne da Du Locle, a cui piaceva Bizet personalmente, ma non ne amava l'opera e con il suo atteggiamento contribuì a creare malcontento nel cast. Inoltre le difficoltà finanziarie dell'Opéra-Comique portarono l'impresario a convincersi che l'opera avrebbe fatto fallire l'azienda, non riuscendo più a produrre un vero successo dal Faust di Charles Gounod. Tuttavia, con grande sollievo di Bizet, le prove finali sembrarono convincere la maggioranza della compagnia della genialità dell'opera. Pochi giorni prima del debutto il musicista riuscì anche a vendere all'editore Choudens la partitura dell'opera per la cifra di 25000 franchi.

### Rappresentazioni, accoglienza e critica
La prima rappresentazione ebbe luogo il 3 marzo 1875 a Parigi, il giorno stesso in cui Bizet fu premiato con la Légion d'honneur. Tra il pubblico furono presenti non solo compositori come Charles Gounod, Charles Lecocq, Jules Massenet e Jacques Offenbach, ma anche i cantanti Hortense Schneider, Zulma Bouffar, Anna Judic, Jean-Baptiste Faure e altre importanti personalità in campo letterario e musicale come Jules Pasdeloup, Alphonse Daudet e Alexandre Dumas figlio. Mancò invece tutta quella parte di pubblico della borghesia medio-alta che solitamente frequentava l'Opéra-Comique, dissuaso dalla propaganda negativa dell'impresario che temeva uno scandalo.
Secondo il diario di Halévy, la prima non andò bene. Il primo atto riscosse un notevole entusiasmo e ci furono delle chiamate alla ribalta; nel secondo atto Escamillo e il quintetto ricevettero numerosi applausi, ma verso la fine il pubblicò incominciò a manifestare freddezza; nel terzo atto solo l'aria di Micaela ottenne consensi. L'ultimo atto ebbe infine un risultato disastroso e il pubblico si dimostrò glaciale. Solo qualche amico e gli ammiratori fedeli rimasero a sostenere il musicista che, amareggiato, si nascose nell'ufficio di Du Locle. Nei giorni seguenti il compositore fece qualche ritocco alla partitura, in particolare sulle parti del coro femminile, limandone le difficoltà. Gli interpreti furono all'altezza del loro ruolo, tranne il tenore Lhérie che non dimostrò di avere un'intonazione perfetta; per rimediare Bizet pose un harmonium nascosto dietro le quinte per sostenere la parte di don José e affidò l'incarico a Vincent d'Indy.
Nelle repliche successive l'accoglienza andò piano piano migliorando con incassi discreti, si arrivò alla 35º replica, nonostante le recensioni negative il pubblico era comunque attirato dall'aspetto scandalistico della vicenda. L'opera però faticò poi a rappresentare tutti gli spettacoli della prima produzione e chiuse il gennaio successivo. Verso la fine delle rappresentazioni, la produzione iniziò a vendere biglietti all'ingrosso nel tentativo di riempire i posti a sedere.

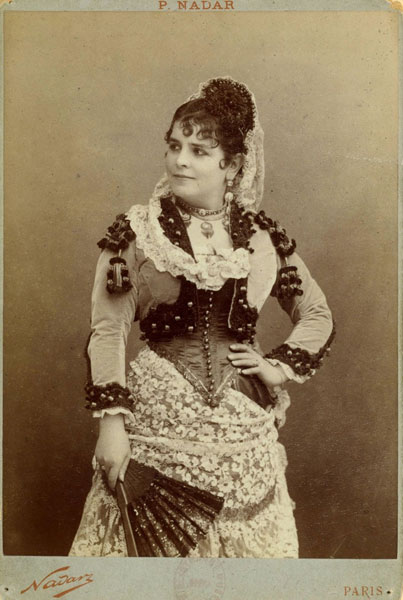
Célestine Galli-Marié nel ruolo di Carmen

Bizet non visse abbastanza per vedere il successo della sua opera: morì il 3 giugno, la sera della 33º rappresentazione. Il giorno prima della sua morte aveva firmato un contratto per una produzione viennese della Carmen che venne infatti rappresentata il 23 ottobre di quello stesso anno.
Al Wiener Staatsoper questa prima esecuzione avvenne con i dialoghi recitati, caratteristici del genere dell'opéra-comique, accettati in quanto analoghi ai singspiel di tradizione germanica. Per gli altri paesi, come l'Italia, era necessario presentare i recitativi interamente musicati; dell'incarico si occupò Ernest Guiraud poiché Bizet non fece in tempo a realizzarli. Nel corso del secolo successivo questa versione è rimasta nel repertorio operistico fin quasi ai giorni nostri.
La critica fu graffiante e feroce, non soltanto nei riguardi dell'argomento, ritenuto troppo scabroso, sostenendo che il libretto fosse inadeguato per la Comique, ma i giudizi si accanirono particolarmente sulla musica di Bizet. Il compositore fu condannato da entrambi i lati del dibattito wagneriano: Adolphe Jullien lo criticò per non aver sufficientemente abbracciato lo stile di Wagner, e giudicò l'opera volgare. Anche Ernest Reyer, nonostante i rapporti di amicizia con il compositore, nel suo articolo parlò solo brevemente e in modo sbrigativo della musica. Su altri giornali i critici si sbizzarrirono in incredibili accuse come "oscurità", "mancanza di drammaticità" o addirittura di "povertà melodica"; persino l'orchestrazione non passò indenne e venne accusata di "monotonia"; altri lo condannarono per aver dato all'orchestra più importanza che alle voci. Tuttavia, alcuni critici, come Joncières e il poeta Théodore de Banville, elogiarono l'opera per la sua innovazione. Banville in particolare lodò i librettisti per la rappresentazione di personaggi più realistici rispetto a quelli normalmente rappresentati all'Opéra-Comique, presentando "uomini e donne in carne e ossa".
In poco tempo tre fra i maggiori compositori in Europa diventarono suoi ammiratori: Richard Wagner, Johannes Brahms e Pëtr Il'ič Čajkovskij. Wagner, che aveva assistito alla Carmen a Vienna nel novembre del 1875, ammirò la musica di Bizet tanto da considerarla la base per un rinnovamento del teatro musicale francese. Friedrich Nietzsche fu presente a una rappresentazione dell'opera, con la Galli-Marié, nel 1881 a Genova; egli esaltò Bizet, la sua capacità di esprimere gli accenti più tragici senza esagerazioni, con grande naturalezza; ne sottolineò gli elementi esotici della partitura, la capacità di riportare l'amore verso una naturalità pura e assoluta; ne ammirò la sua grande chiarezza strutturale: "costruisce, organizza, termina".

## Trama

### Atto I
1820, Siviglia. In una piazza della città a destra vi è la porta della manifattura dei tabacchi, sullo sfondo un ponte e a sinistra il corpo di guardia. All'alba giunge una fanciulla in cerca del giovane dragone don José; il sergente di ronda cerca di attaccare discorso con lei, ma poco dopo viene annunciato il cambio della guardia: alcuni bambini imitano le mosse dei soldati. La piazza si riempie di militari e giovanotti che attendono l'arrivo delle sigaraie della fabbrica poco distante; tra di essi c'è don José, il quale dice al tenente Zuniga che, per quanto graziose esse siano, egli non ha occhi che per Micaela, una giovane orfana cresciuta da sua madre come una figlia.
Suona una campana: la folla di uomini anticipa l'arrivo delle operaie. Per ultima viene Carmen, bella zingara sospettata di contrabbando che diventa centro dell'attenzione generale quando canta una sensuale Habanera (L'amour est un oiseau rebelle). Una citazione del motivo del fato la porta faccia a faccia con Don José, che pare non notarla. Carmen gli lancia un fiore e corre in fabbrica, lasciandolo a raccoglierlo proprio mentre torna la fanciulla di poco prima, che si rivela essere proprio Micaela; ella porta a José soldi e notizie di sua madre (Parle-moi de ma mère). La donna, ormai anziana e preoccupata per le sorti del figlio, lo supplica di maritarsi con Micaela; il giovane ne sarebbe ben lieto, e assieme alla fanciulla canta un duetto ricco di incanto ma povero di passione.
Urla dalla fabbrica interrompono l'idillio. Una sigaraia è stata accoltellata in seguito a una lite per futili motivi: alcuni giurano che la colpevole sia Carmen, mentre altri la difendono. Zuniga cerca di capire cosa sia successo, quindi invia José all'interno, che ne esce portando con sé Carmen; Zuniga ne dispone l'arresto. Rinchiusa in cella e legata, Carmen esorta José a lasciarla andare, dapprima cercando di impietosirlo; poi, notando la sensibilità del giovane al suo fascino, esercita tutte le sue arti seduttive, riuscendo infine a farlo invaghire (Près des remparts de Séville). José è indotto ad allentare i nodi e permette che la zingara si liberi dandogli una spinta e correndo via, aiutata dalla folla che trattiene i soldati.

### Atto II

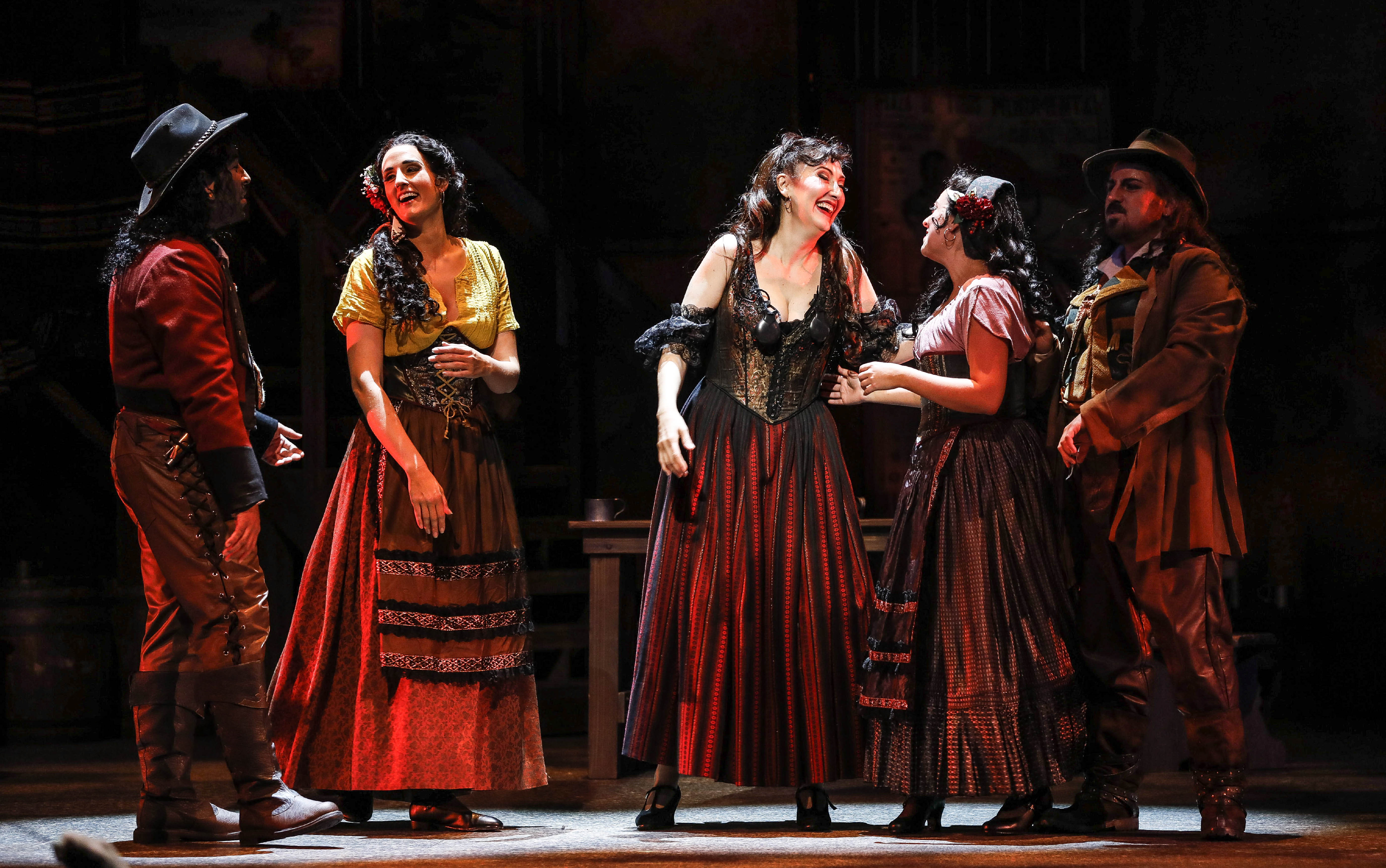
Quintetto dal II atto (Nous avons en tête une affaire)

Siamo nell'osteria di Lillas Pastia, è trascorso un mese. Lì Carmen danza e canta con le amiche Mercedes e Frasquita (Les tringles des sistres tintaient). Arrivano Remendado e Dancairo, due contrabbandieri che chiedono l'aiuto di Carmen per i loro affari illegali; la zingara tuttavia rifiuta di aiutarli. Entra Zuniga, che cerca di sedurre Carmen, ma viene interrotto dall'arrivo del celebre torero Escamillo (Votre toast, je peux vous le rendre). Anche il torero si fa sedurre da Carmen, che però respinge entrambi gli spasimanti. Confidandosi con le amiche, Carmen confessa la ragione dei suoi strani comportamenti: ella si è innamorata di José, il quale per averla aiutata a fuggire è stato incarcerato e degradato a soldato semplice, e attende che lo rilascino. Il giovane arriva subito dopo, e rimasto solo con Carmen le confessa il suo amore (La fleur que tu m'avais jetée). La zingara inizia allora a danzare per lui, ma la loro passione viene interrotta dalla tromba che chiama i soldati all'appello in caserma. José vorrebbe rientrare per non subire ulteriori punizioni, ma la possessiva Carmen lo minaccia di abbandonarlo se non rimarrà con lei: a nulla valgono le struggenti dimostrazioni d'amore del soldato.
Arriva a quel punto Zuniga, certo di trovare José presso l'osteria; il soldato, indovinando l'attrazione del suo superiore verso Carmen, si ribella e lo sfida a duello, ma la zingara chiama in aiuto i contrabbandieri che li separano. Ormai compromesso, José non può far altro che unirsi a Carmen e ai fuorilegge fuggendo dall'osteria (Là-bas dans la montagne).

### Atto III
L'atto terzo si apre sulle montagne dove si trova il covo dei contrabbandieri. Carmen e José, che vivono ormai da mesi nell'illegalità, litigano frequentemente e la loro relazione è agli sgoccioli: l'uomo mal sopporta la dura vita da fuorilegge, e lei gli rimprovera questa scarsa propensione. Mentre José monta di guardia, Carmen si unisce a Mercedes e Frasquita nella lettura dei tarocchi: mentre le amiche prevedono un futuro roseo e tanta ricchezza, le carte predicono a Carmen una morte vicina; a Josè toccherà lo stesso destino, poco dopo lei. Turbata, la zingara riflette sull'ineluttabilità del destino, e si prepara al peggio.
Poco dopo arriva Micaela, venuta di nuovo a cercare don José: la fanciulla, di nascosto, assiste all'arrivo di Escamillo, che per poco non viene ammazzato da una fucilata di José. Non sapendo di essergli rivale, il torero gli confida di non aver mai dimenticato Carmen e di essere venuto a offrirle di diventare la sua donna, coprendola di onori e ricchezze. José impazzisce di gelosia e i due si sfidano a duello, ma vengono divisi da Carmen: la zingara viene affascinata dalle profferte di Escamillo, cosa che fa infuriare ancora di più il suo compagno.
Micaela viene trovata nascosta tra le rocce e implora José di tornare con lei da sua madre, che desidera rivederlo e perdonarlo: Carmen, tuttavia, lo avverte che se dovesse lasciarla lei cederebbe alla corte di Escamillo e andrebbe via con lui. José sta per cedere, ma Micaela gli rivela che la madre è in punto di morte: a quel punto egli la segue, ma prima di andarsene giura vendetta a Carmen (Ah! Je te tiens, fille damnée) che lo sfida con uno sguardo provocante, quindi se ne va con Micaela affranto dalla gelosia e dal dolore.

### Atto IV

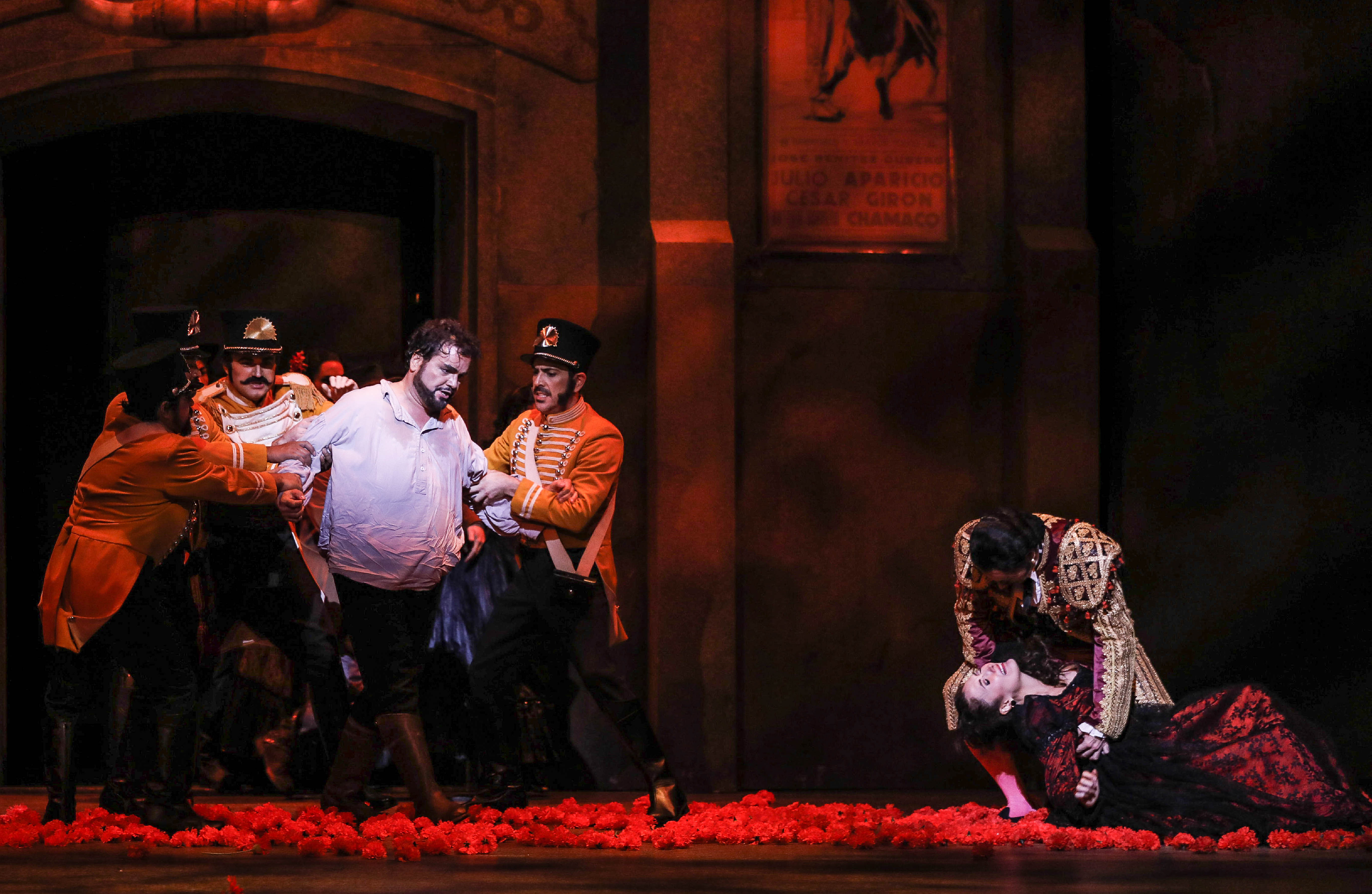
Morte di Carmen, IV atto

Plaza de toros a Siviglia. Carmen è ormai la donna di Escamillo e in quanto tale è più ricca ed elegante che mai. Arriva il giorno della corrida, la folla, fra i tanti venditori ambulanti, attende il torero che entra trionfante nell'arena accompagnato da un variopinto corteo. Carmen è in procinto di recarsi allo spettacolo e saluta con passione il suo uomo. Mercédès e Frasquita, però, la avvertono che Don José è nei paraggi e la sta spiando nascosto tra la folla: ignorando i consigli delle amiche, Carmen decide di non mostrarsi impaurita e lo incontra. La piazza si è ormai svuotata; nonostante il suo rancore, José la supplica ancora di tornare con lui promettendole di accettare la vita avventurosa che lei desidera, ma lei rifiuta con disprezzo poiché vuole sentirsi libera come è sempre stata; di fronte alle minacce di morte che l'uomo arriva a farle, lei gli getta addosso l'anello che le aveva donato mesi prima (C'est toi?? C'est moi!!), scatenando la sua collera. Mentre la folla applaude il trionfo di Escamillo, accecato dall'ira José uccide Carmen con una pugnalata; uscendo dall'arena, la folla lo trova col cadavere della sua amata tra le braccia. Gridando dolorosamente il nome di Carmen, José confessa il suo crimine e si consegna ai gendarmi, gettandosi sul corpo dell'amata.

## Personaggi
| Ruolo                                                                             | Voce          | Cast della prima rappresentazione, 3 marzo 1875 (Direttore: Adolphe Deloffre) |
| --------------------------------------------------------------------------------- | ------------- | ----------------------------------------------------------------------------- |
| Carmen, bellissima zingara                                                        | mezzosoprano  | Célestine Galli-Marié                                                         |
| Don José, sergente                                                                | tenore        | Paul Lhérie                                                                   |
| Escamillo, Toreador                                                               | baritono      | Jacques Bouhy                                                                 |
| Micaëla, contadina                                                                | soprano       | Marguérite Chapuy                                                             |
| Zuniga, tenente                                                                   | basso         | Eugène Dufriche                                                               |
| Moralès, sergente                                                                 | baritono      | Edmond Duvernoy                                                               |
| Frasquita, zingara                                                                | soprano       | Alice Ducasse                                                                 |
| Mercédès, zingara                                                                 | soprano       | Esther Chevalier                                                              |
| Lillas Pastia, oste                                                               | ruolo parlato | M. Nathan                                                                     |
| Il Dancairo, contrabbandiere                                                      | baritono      | Pierre-Armand Potel                                                           |
| Il Remendado, contrabbandiere                                                     | tenore        | Barnolt                                                                       |
| Una guida                                                                         | ruolo parlato | M. Teste                                                                      |
| Coro: Soldati, giovani, popolani, sigaraie, zingare, zingari, venditori ambulanti |               |                                                                               |

## Analisi
Bizet, che conosceva bene le opere di Mérimée, scegliendo come argomento della sua nuova opera proprio Carmen, ebbe un'intuizione assai felice. Egli intervenne anche in più riprese nella stesura del libretto attuando modifiche sostanziali. La figura di Micaela venne creata ex novo come contrapposizione necessaria al personaggio di Carmen; Don José nell'opera prende un rilievo e una presenza ben diversa rispetto alla novella, tanto da assumere un'importanza pari alla protagonista. Venne anche dato maggior risalto alla figura del torero che da Lucas diventò Escamillo, mentre si decise di abolire la sordida presenza del marito di Carmen e di introdurre personaggi minori come Frasquita e Mercédès.
Con la sua nuova opera Bizet sconvolse totalmente la tradizione dell'Opéra-comique, sia nella forma sia nell'essenza, innovando il teatro musicale e preannunciando per certi versi aspetti del verismo, e avendo ben presente riferimenti a un autore da lui molto amato, Giuseppe Verdi.
L'opera si apre con il Preludio con il fortissimo di un tema festoso che irrompe inaspettato, quasi ad intimare a chi ascolta che, iniziata l'opera, non si possono più avere distrazioni e che la scena merita assoluta attenzione. Senza interruzioni l'orchestra esegue quello che è il tema di Escamillo che verrà ripreso nel secondo atto. A interrompere l'atmosfera festosa viene introdotto un terzo tema, espresso dai violoncelli con un tono drammatico, quello del "destino" e della tragedia. Quest'ultimo motivo ritornerà più volte nel corso dell'opera ed è quello più importante, quasi un leitmotiv che però non ha nulla di wagneriano; è sempre eseguito dall'orchestra o da singoli strumenti quando si prospetta quello che sarà il cupo destino dei due protagonisti. I due aspetti dell'opera, quello festoso e quello tragico, pur così contrastanti, si ripresenteranno costantemente durante tutto lo svolgimento del lavoro. La leggerezza delle pagine più briose deriva direttamente dalle composizioni giovanili del musicista, quale la Sinfonia in Do; anche l'aspetto più "esotico" trova riscontro in lavori antecedenti quali Les pêcheurs de perles e Djamileh e viene portato in Carmen a livelli di alta maestria. Bizet non conosceva la Spagna e, nel tentativo di dare un certo colore iberico alla sua partitura, per la musica dell'Habanera utilizzò un arrangiamento di El Arreglito, una canzone del compositore Sebastián Iradier, pensando che fosse un composizione anonima popolare. Tutto il resto nell'opera è una pura invenzione di Bizet che riuscì a creare una musica così intensamente pregna di carattere iberico da far pensare che egli conoscesse profondamente la Spagna e la sua tradizione musicale.
La parte di Carmen fu scritta per un mezzosoprano e Bizet richiese alla sua interprete di esprimersi con una vocalità del tutto nuova, mai ascoltata fino ad allora sui palcoscenici del teatro d'opera, La cantante non solo doveva avere una notevole estensione vocale, ma anche mostrare delle notevoli capacità sceniche e drammatiche al fine di ritrarre il carattere complesso di Carmen, oltre a essere in grado di muoversi in maniera convincente sul palco. Anche il personaggio di don José richiese una nuova figura di tenore rispondente alla dicotomia del carattere del giovane sergente dai sentimenti onesti che viene travolto dalla passione e dalla rovina.
Altro aspetto dove Bizet si rivelò un vero maestro fu l'orchestrazione; il musicista riuscì ad attuare un grandioso spazio sonoro mai ascoltato prima, con una varietà tale di aspetti strumentali che vanno da situazioni nettamente sinfoniche ai richiami che, con cantanti e orchestra, realizzano un uso particolare dei motivi ricorrenti, ora appena accennati ora intensi e coinvolgenti. Questa strumentazione così duttile e capace di creare ogni situazione, dal tono giocoso al drammatico, ha suscitato grande ammirazione nella generazione di musicisti successivi. Richard Strauss affermò che se uno studente avesse voluto imparare la tecnica della strumentazione non avrebbe dovuto guardare alla musica di Wagner bensì alla partitura della Carmen.

## Organico orchestrale
La partitura prevede l'utilizzo di:
- Due flauti (anche ottavini), due oboi (il 2º anche corno inglese), due clarinetti, due fagotti, quattro corni, due cornette a pistoni, tre tromboni
- timpani, grancassa e piatti, tamburo, triangolo, tamburello, nacchere
- due arpe
- archi

Da suonare internamente:
- due trombe, tre tromboni (possono essere suonati da strumentisti dell'orchestra)

In un'annotazione della partitura Bizet scrive: La parte delle nacchere appartiene al ruolo di Carmen, ma se l'attrice incaricata del ruolo non sa suonare questo strumento, dovrà mimarne i movimenti, e le nacchere saranno suonate da un percussionista dell'orchestra

Tema di apertura dell' "Habanera" (L'amour est un oiseau rebelle)

## Brani celebri
- Preludio

### Atto primo
- Avec la garde montante (Coro dei monelli)
- L'amour est un oiseau rebelle, Habanera di Carmen
- Parle-moi de ma mère!, duetto di Don José e Micaëla
- Près des remparts de Séville, Seguidille di Carmen con Don José
- Intermezzo (basato sulla canzone Haltelà, Qui va là? Dragon d'Alcala! del secondo atto)

### Atto secondo
- Les tringles des sistres tintaient, Chanson bohème di Carmen, Frasquita, Mercedes
- Votre toast, je peux vous le rendre... Toreador, en garde, Couplets di Escamillo
- Nous avons en tête une affaire, quintetto di Mercédès, Frasquita, Carmen, il Remendado e il Dancairo
- Je vais danser en votre honneur, duetto di Don José e Carmen, contenente
  - La fleur que tu m'avais jetée, aria di Don José
- Bel officier, bel officier, finale concertato
- Intermezzo (Andantino quasi allegretto)

### Atto terzo
- Mêlons!, Coupons! Terzetto "delle carte" di Frasquita, Mercedes, Carmen contenente l'arioso di Carmen
  - En vain pour éviter les réponses amères
- Je dis que rien ne m'épouvante aria di Micaëla
- Intermezzo (Allegro vivo)

### Atto quarto
- A deux cuartos, coro
- Les voici, voici le quadrille, coro
- Si tu m'aimes, Carmen, Escamillo, Carmen, Frasquita, Mercédès
- C'est toi? C'est moi., Carmen, Don José, coro

## Incisioni discografiche
| Anno | Cast (Carmen, Don José, Escamillo, Micaela)                             | Direttore                 | Etichetta           |
| ---- | ----------------------------------------------------------------------- | ------------------------- | ------------------- |
| 1931 | Gabriella Besanzoni, Piero Pauli, Ernesto Besanzoni, Maria Carbone      | Carlo Sabajno             | La voce del padrone |
| 1932 | Aurora Buades, Aureliano Pertile, Benvenuto Franci, Ines Alfani Tellini | Lorenzo Molajoli          | Columbia            |
| 1951 | Risë Stevens, Jan Peerce, Robert Merrill, Licia Albanese                | Fritz Reiner              | RCA                 |
| 1958 | Victoria de los Ángeles, Nicolai Gedda, Ernest Blanc, Janine Micheau    | Thomas Beecham            | EMI                 |
| 1963 | Leontyne Price, Franco Corelli, Robert Merrill, Mirella Freni           | Herbert von Karajan       | RCA                 |
| 1963 | Regina Resnik, Mario Del Monaco, Tom Krause, Joan Sutherland            | Thomas Schippers          | Decca               |
| 1964 | Maria Callas, Nicolai Gedda, Robert Massard, Andrea Guiot               | Georges Prêtre            | EMI                 |
| 1969 | Grace Bumbry, Jon Vickers, Kostas Paskalis, Mirella Freni               | Rafael Frühbeck de Burgos | EMI                 |
| 1970 | Anna Moffo, Franco Corelli, Piero Cappuccilli, Helen Donath             | Lorin Maazel              | RCA                 |
| 1972 | Marilyn Horne, James McCracken, Tom Krause, Adriana Maliponte           | Leonard Bernstein         | Deutsche Grammophon |
| 1975 | Tatiana Troyanos, Plácido Domingo, José van Dam, Kiri Te Kanawa         | Georg Solti               | Decca               |
| 1977 | Teresa Berganza, Plácido Domingo, Sherrill Milnes, Ileana Cotrubaș      | Claudio Abbado            | Deutsche Grammophon |
| 1982 | Agnes Baltsa, José Carreras, José van Dam, Katia Ricciarelli            | Herbert von Karajan       | Deutsche Grammophon |
| 1988 | Jessye Norman, Neil Shicoff, Simon Estes, Mirella Freni                 | Seiji Ozawa               | Philips             |
| 1995 | Jennifer Larmore, Thomas Moser, Samuel Ramey, Angela Gheorghiu          | Giuseppe Sinopoli         | Teldec              |
| 2002 | Angela Gheorghiu, Roberto Alagna, Thomas Hampson, Inva Mula             | Michel Plasson            | EMI                 |
| 2010 | Elīna Garanča, Roberto Alagna, Teddy Tahu Rhodes, Barbara Frittoli      | Yannick Nézet-Séguin      | Deutsche Grammophon |

## Edizioni
Della Carmen esistono diverse edizioni, che variano soprattutto in occasione dei recitativi e del duello fra José ed Escamillo. Questo perché la genesi dell'opera è stata piuttosto tormentata: Bizet, dopo il fallimento della prima edizione come Opera Comique, tagliò molti recitativi e modificò diverse parti, così oggi le esecuzioni sono diverse fra di loro.

## Altre realizzazioni
L'argomento della Carmen e la relativa musica di Bizet sono stati oggetto di numerose realizzazioni, soprattutto nell'ambito della danza.
- 1943 Carmen Jones, musical di Broadway con testi e musiche di Oscar Hammerstein II. Lo spartito di Bizet fu adattato e orchestrato da Robert Russell Bennett.
- 1949 Carmen, balletto creato da Roland Petit sulla musica di Bizet e con trama simile; prima rappresentazione il 21 febbraio 1949 a Londra al Prince's Theatre con interpreti Zizi Jeanmaire e Roland Petit, replicato oltre 5000 volte.[17] Petit riprese il balletto nel 1960 per il Balletto Reale Danese.[18].
- 1967 Carmen Suite, balletto, ispirato all'opera, con coreografia di Alberto Alonso e con un adattamento della musica di Bizet a opera di Rodion Shchedrin, prima rappresentazione al Teatro Bol'šoj del 20 aprile 1967 con Majja Pliséckaja. La storia di Carmen e don José è vista come una corrida che si svolge dentro un'arena.
- 2000 The Car Man, versione contemporanea creata dal coreografo Matthew Bourne, ispirata alla Carmen di Rodion Shchedrin.
- 1981 La Tragédie de Carmen, musical drammatico di Peter Brook con la musica di Bizet affidata a soli sedici esecutori.
- 1994 "Carmen", realizzata dal Cullberg Ballet con coreografia di Mats Ek sulla musica di Bizet orchestrata da Shchedrin.
- 2007 Carmen, balletto di Ramón Oller.[19]
- 2009 Flow: El Musical, presentato al Centro de Bellas Artes Luis A. Ferré è un adattamento di Carmen.[20]

Una riscrittura molto discussa dell'opera ha riguardato, nel 2018, il finale del capolavoro di Bizet; nell'ambito del Maggio Musicale Fiorentino andò in scena una versione in cui, in nome della lotta al femminicidio è la gitana a uccidere Don José anziché il contrario, come previsto dal libretto dell'opera.

## Adattamenti

### Fantasie
- Pablo de Sarasate, Carmen Fantasy (1883) per violino e orchestra
- François Borne, Fantasie brillante sur des airs de Carmen (1900) per flauto e pianoforte
- Ferruccio Busoni, Sonatina (No. 6) per piano Fantasia da camera super Carmen (1920)
- Franz Waxman, Carmen Fantasie (1946) per violino e orchestra
- Vladimir Horowitz, Variazioni su un tema della Carmen per pianoforte
- Alexander Rosenblatt, Carmen Fantasy (1993) per clarinetto e pianoforte

### Film
Lista di film basati sull'opera, sul racconto o su entrambi.
- 1907 Carmen di Arthur Gilbert
- 1909 Carmen di Gerolamo Lo Savio
- 1911 Carmen di Jean Durand con Gaston Modot.
- 1912 Carmen di Theo Frenkel
- 1913 Carmen di Lucius Henderson
- 1913 Carmen di Stanner E.V. Taylor
- 1913 Carmen di Giovanni Doria e Augusto Turchi
- 1915 Carmen di Cecil B. DeMille
- 1915 Carmen di Raoul Walsh, con Theda Bara.
- 1915 La parodia di Carmen (Burlesque on Carmen) di Charlie Chaplin
- 1918 Sangue gitano (Gypsy Blood) di Ernst Lubitsch, con Pola Negri e Harry Liedtke.
- 1921 Carmen di Ernesto Vollrath
- 1922 Carmen di George Wynn
- 1926 Carmen di Jacques Feyder con Raquel Meller
- 1927 Carmen di H.B. Parkinson
- 1927 Gli amori di Carmen (The Loves of Carmen) di Raoul Walsh, con Dolores del Río
- 1929 Carmen di Shunichi Takeuchi
- 1931 Carmen di Cecil Lewis
- 1933 Carmen di Lotte Reiniger animazione di 9 minuti
- 1938 La cortigiana di Siviglia / (Andalusische Nächte - Carmen, la de Triana) di Florián Rey con Imperio Argentina
- 1941 Carmen di produzione Filippina
- 1943 Carmen di Luis César Amadori (di produzione argentina)
- 1945 Carmen di Christian-Jaque con Jean Marais e Viviane Romance
- 1948 Gli amori di Carmen (The Loves of Carmen) di Charles Vidor con Rita Hayworth e Glenn Ford.
- 1954 Carmen Jones di Otto Preminger; basato sull'adattamento del 1943 di Oscar Hammerstein II, Carmen Jones. Con Dorothy Dandridge, Harry Belafonte, Pearl Bailey, e Diahann Carroll.
- 1959 Carmen la de Ronda di Tulio Demicheli con Sara Montiel and Maurice Ronet.
- 1960 The Wild, Wild Rose di Wong Tin-Lam
- 1967 Carmen di Herbert von Karajan (regista e direttore) con Grace Bumbry, Jon Vickers e Mirella Freni, Deutsche Grammophon
- 1967 L'uomo, l'orgoglio, la vendetta
- 1978 Carmen (Vienna State Opera) - Elena Obrazcova/Plácido Domingo/Carlos Kleiber, regia Franco Zeffirelli, Arthaus Musik/Naxos
- 1983 Carmen Story di Carlos Saura; film di danza
- 1983 La tragédie de Carmen di Peter Brook, cortometraggio su adattamento dello stesso Brook
- 1983 Prénom Carmen di Jean-Luc Godard
- 1984 Carmen di Francesco Rosi con Julia Migenes e Plácido Domingo
- 1989 Carmen - Levine/Baltsa/Carreras/Ramey, Metropolitan Opera, Deutsche Grammophon
- 1990 Carmen on Ice di Horant H. Hohlfeld
- 1991 Carmen (Royal Opera House) - Maria Ewing/Gino Quilico/Zubin Mehta, Arthaus Musik/Naxos
- 2001 Carmen: A Hip Hopera di e con Robert Townsend
- 2001 Karmen Gei di Joseph Gaï Ramaka; girato a Dakar, Senegal e cantato in francese e wolof.
- 2002 Carmen (Glyndebourne) - Anne Sofie von Otter/London Philharmonic Orchestra, Opus Arte/Naxos
- 2003 Carmen di Vicente Aranda
- 2003 Carmen (Arena di Verona) - Marina Domashenko/Marco Berti, regia Franco Zeffirelli, TDK/Naxos
- 2005 U-Carmen eKhayelitsha di Mark Dornford-May
- 2007 Carmen - Pappano/Antonacci/Kaufmann/ROH, regia Francesca Zambello, Decca
- 2008 Carmen - Welser-Most/Kasarova/Kaufmann, Decca
- 2010 Carmen (Liceu) - Béatrice Uria-Monzon/Roberto Alagna, C Major/Naxos
- 2010 Carmen (Royal Opera House) - Christine Rice, Opus Arte/Naxos
- 2013 Carmen (Opera Australia) - Rinat Shaham, EPC Distribution/Naxos